# Víctor Córdoba
Víctor Andrés Córdoba Córdoba (Medellín, 8 novembre 1987) è un ex calciatore colombiano, di ruolo centrocampista.

## Caratteristiche tecniche
È un esterno sinistro.

## Palmarès
- Campionato boliviano: 2

Bolívar: 2014 (A), 2015 (C)